# Eva Lechner
Eva Lechner (Bolzano, 1 de julio de 1985) es una deportista italiana que compite en ciclismo en las modalidades de Ciclismo de montaña (campo a través) y ciclocrós.
Ganó once medallas en el Campeonato Mundial de Ciclismo de Montaña entre los años 2005 y 2020, y doce medallas en el Campeonato Europeo de Ciclismo de Montaña entre los años 2005 y 2020.
En ciclocrós obtuvo una medalla de plata en el Campeonato Mundial de Ciclocrós de 2014 y una medalla de plata en el Campeonato Europeo de Ciclocrós de 2019.

## Medallero internacional
| Campeonato Mundial | Campeonato Mundial           | Campeonato Mundial | Campeonato Mundial         |
| Año                | Lugar                        | Medalla            | Competición                |
| ------------------ | ---------------------------- | ------------------ | -------------------------- |
| 2005               | Livigno (Italia)             | Medalla de plata   | Campo a través por relevos |
| 2006               | Rotorua (Nueva Zelanda)      | Medalla de plata   | Campo a través por relevos |
| 2008               | Val di Sole (Italia)         | Medalla de bronce  | Campo a través por relevos |
| 2009               | Camberra (Australia)         | Medalla de oro     | Campo a través por relevos |
| 2011               | Champéry (Suiza)             | Medalla de bronce  | Campo a través             |
| 2011               | Champéry (Suiza)             | Medalla de bronce  | Campo a través por relevos |
| 2012               | Leogang/Saalfelden (Austria) | Medalla de oro     | Campo a través por relevos |
| 2013               | Pietermaritzburg (Sudáfrica) | Medalla de oro     | Campo a través por relevos |
| 2015               | Vallnord (Andorra)           | Medalla de bronce  | Campo a través por relevos |
| 2020               | Leogang (Austria)            | Medalla de plata   | Campo a través             |
| 2020               | Leogang (Austria)            | Medalla de plata   | Campo a través por relevos |
| Campeonato Europeo |                              |                    |                            |
| Año                | Lugar                        | Medalla            | Competición                |
| 2005               | Kluisbergen (Bélgica)        | Medalla de oro     | Campo a través por relevos |
| 2007               | Capadocia (Turquía)          | Medalla de bronce  | Campo a través por relevos |
| 2008               | St. Wendel (Alemania)        | Medalla de plata   | Campo a través por relevos |
| 2010               | Haifa (Israel)               | Medalla de plata   | Campo a través por relevos |
| 2010               | Haifa (Israel)               | Medalla de bronce  | Campo a través             |
| 2011               | Dohňany (Eslovaquia)         | Medalla de bronce  | Campo a través por relevos |
| 2012               | Moscú (Rusia)                | Medalla de oro     | Campo a través por relevos |
| 2013               | Berna (Suiza)                | Medalla de oro     | Campo a través por relevos |
| 2013               | Berna (Suiza)                | Medalla de plata   | Campo a través             |
| 2015               | Chies d'Alpago (Italia)      | Medalla de plata   | Campo a través             |
| 2019               | Brno (República Checa)       | Medalla de plata   | Campo a través por relevos |
| 2020               | Monteceneri (Suiza)          | Medalla de oro     | Campo a través por relevos |

| Campeonato Mundial | Campeonato Mundial         | Campeonato Mundial | Campeonato Mundial |
| Año                | Lugar                      | Medalla            | Competición        |
| ------------------ | -------------------------- | ------------------ | ------------------ |
| 2014               | Hoogerheide (Países Bajos) | Medalla de plata   | Individual         |
| Campeonato Europeo |                            |                    |                    |
| Año                | Lugar                      | Medalla            | Competición        |
| 2019               | Silvelle (Italia)          | Medalla de plata   | Individual         |